# Charlotte Hornets 1995-1996
La stagione 1995-96 dei Charlotte Hornets fu l'8ª nella NBA per la franchigia.
I Charlotte Hornets arrivarono sesti nella Central Division della Eastern Conference con un record di 41-41, non qualificandosi per i play-off.

## Roster
| N° | Naz.                   | Ruolo | Sportivo         | Anno | Alt. | Peso |
| -- | ---------------------- | ----- | ---------------- | ---- | ---- | ---- |
|    | Stati Uniti (bandiera) | C     | Donald Hodge     | 1969 | 213  | 104  |
| 00 | Stati Uniti (bandiera) | C     | Robert Parish    | 1953 | 213  | 104  |
| 1  | Stati Uniti (bandiera) | G     | Muggsy Bogues    | 1965 | 160  | 62   |
| 2  | Stati Uniti (bandiera) | A     | Larry Johnson    | 1969 | 198  | 113  |
| 3  | Stati Uniti (bandiera) | G     | Khalid Reeves    | 1972 | 191  | 90   |
| 4  | Stati Uniti (bandiera) | GA    | Darrin Hancock   | 1971 | 201  | 93   |
| 5  | Stati Uniti (bandiera) | G     | Anthony Goldwire | 1971 | 185  | 83   |
| 7  | Stati Uniti (bandiera) | GA    | Rafael Addison   | 1964 | 201  | 98   |
| 12 | Stati Uniti (bandiera) | G     | Kenny Anderson   | 1970 | 183  | 76   |
| 12 | Stati Uniti (bandiera) | G     | Greg Sutton      | 1967 | 188  | 77   |
| 13 | Stati Uniti (bandiera) | G     | Kendall Gill     | 1968 | 196  | 88   |
| 14 | Stati Uniti (bandiera) | G     | Corey Beck       | 1971 | 185  | 86   |
| 20 | Stati Uniti (bandiera) | GA    | Pete Myers       | 1963 | 198  | 82   |
| 23 | Stati Uniti (bandiera) | G     | Michael Adams    | 1963 | 178  | 73   |
| 24 | Stati Uniti (bandiera) | GA    | Scott Burrell    | 1971 | 201  | 99   |
| 25 | Rep. Ceca (bandiera)   | C     | Jiří Zídek       | 1973 | 213  | 113  |
| 30 | Stati Uniti (bandiera) | G     | Dell Curry       | 1964 | 193  | 86   |
| 35 | Stati Uniti (bandiera) | GA    | Gerald Glass     | 1967 | 196  | 100  |
| 41 | Stati Uniti (bandiera) | A     | Glen Rice        | 1967 | 201  | 98   |
| 43 | Stati Uniti (bandiera) | AC    | Joe Wolf         | 1964 | 211  | 104  |
| 52 | Stati Uniti (bandiera) | C     | Matt Geiger      | 1969 | 213  | 110  |

## Staff tecnico
- Allenatore: Allan Bristow
- Vice-allenatori: Bill Hanzlik, T.R. Dunn, Johnny Bach